# ジャック・クーリー
ジャック・ライアン・クーリー (Jack Ryan Cooley、1991年4月12日 - ) は、Bリーグの琉球ゴールデンキングスでプレーするアメリカ合衆国出身のプロバスケットボール選手。彼はノートルダム大学でプレーした。

## 高校での経歴
クーリーはグレンブルックサウス高校で3年間スターターを務め、2年次には1試合あたり平均20.7ポイントと11.2リバウンドを記録した。3年次では1試合あたり平均20.5ポイント、13.5リバウンド、4.5ブロックを記録したが、シーズン後半は親指の負傷により欠場となった。ESPNのリクルートデータベースによると、クーリーは2009年のクラスでパワーフォワードの33位にランクされた。2009年2月5日、クーリーはノートルダム大学に進学した。

## 大学での経歴

### 1年次
ノートルダム大学の1年次、クーリーは20試合に出場し1試合あたり平均1.0ポイントと1.8リバウンドを記録した。

### 2年次
2年次のシーズン、クーリーはベンチから34試合すべてに出場した。彼は1試合あたり平均3.7ポイントと3.1リバウンドを記録した。

### 3年次
3年次、クーリーは33試合に出場しそのうち31回がスターターであった。彼は1試合あたり平均12.5ポイントと8.9リバウンドを記録し、得点とリバウンドの両方でチームのトップであった。彼はまた、チーム最高の52ブロックを記録した。シーズン終了後、彼はビッグイーストの最優秀選手賞を受賞し、オールビッグイーストのセカンドチームに選抜された。

### 4年次
4年次のシーズン前に、クーリーはネイスミス賞のシーズン序盤のウォッチリストのトップ50に選ばれた。また、プレシーズンのオールビッグイーストのファーストチームセレクションにも選抜された。クーリーは1試合当たり平均10.1リバウンド、最高数は13.1を記録、大学での経歴でいずれも自身最高を記録して4年次のシーズンを終えた。さらに、クーリーはオールビッグイーストのファーストチームに選抜された。

## プロとしての経歴

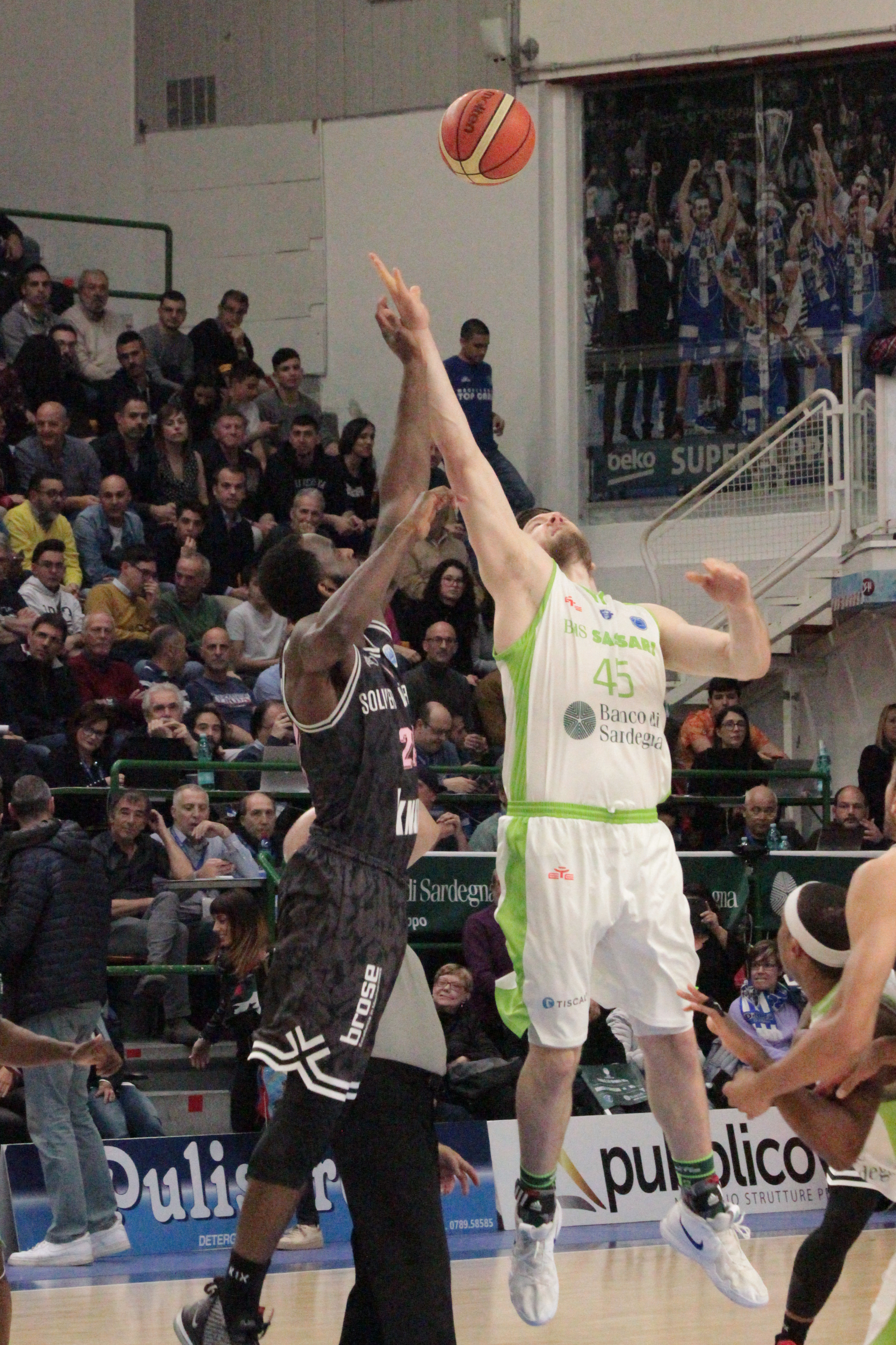
FIFAヨーロッパカップ2018-2019シーズンファイナルでのクーリー

2013年のNBAドラフトでドラフト外となった後、クーリーはオーランドサマーリーグのヒューストン・ロケッツとラスベガスサマーリーグのメンフィス・グリズリーズに参加した。2013年8月16日、彼は2013-14シーズンにトルコのトラブゾンスポルと契約した。
2014年7月、クーリーはオーランドサマーリーグのメンフィス・グリズリーズとラスベガスサマーリーグのクリーブランド・キャバリアーズに加入した。 2014年8月19日、彼はユタ・ジャズと契約した。しかしその後、2014年10月22日にジャズから解雇された。2014年11月3日、彼はアフィリエイトプレーヤーとしてアイダホ・スタンピードに加入した。2014年11月14日のシーズン開幕戦、エリー・ベイホークス戦で彼は親指を負傷し、11月18日にインジュアリーリスト入りした。彼は怪我から回復した後、2015年1月9日に活動を再開した。
2015年2月24日、クーリーはユタ・ジャズと10日間の契約を結んだ。3月6日に10日間の契約が終了した後、彼はジャズに留まらず、その後スタンピードに戻りその夜の試合に出場した。彼は3月13日のロサンゼルス・ディーフェンダーズ戦で29のリバウンドを記録し、NBAデベロップメント・リーグの1試合当たりの記録を更新した。その後、彼はジャズから再び呼び出され、3月16日にチームと新たな10日間の契約に署名し、その後3月26日にジャズと複数年契約を結んだ。 10月13日、彼はジャズから解雇された。
2015年10月17日、クーリーはクリーブランド・キャバリアーズと契約した。しかし、プレシーズンの2試合に出場した後、10月23日に解雇された。11月16日、彼はアイダホ・スタンピードと再び契約した。彼はアイダホで6試合に出場し、11月28日が最後のゲームとなった。12月4日、彼はアイダホから契約のバイアウトを受け、シーズン残りをリーガACBおよびユーロリーグに所属するスペインのクラブ、ウニカハと契約した。
2016年8月5日、クーリーはドイツのクラブ、リーゼン・ルートヴィヒスブルクと2016-17シーズンの契約を結んだ。
2017年7月29日、クーリーはNBAのサクラメント・キングスとツーウェイ契約を結んだ。契約に従って2017-18シーズン、彼はキングスとその傘下のGリーグ参加チームであるリノ・ビッグホーンズでプレーした。
2018年7月27日、クーリーはLBAのイタリアのクラブ、ディナモ・サッサリと1年間の契約を結んだ。
2019年7月、クーリーは琉球ゴールデンキングスと契約した。2020年3月15日の新潟アルビレックスBB戦では31得点と21リバウンドを記録した。彼は1試合あたり18.4得点を記録しリーグで9位となった。またリーグ最高の1試合あたり13.3リバウンドを記録した。

## 個人成績

### NBA
| シーズン | チーム       | GP | GS | MPG  | FG%  | 3P% | FT%  | RPG | APG | SPG | BPG | PPG |
| -------- | ------------ | -- | -- | ---- | ---- | --- | ---- | --- | --- | --- | --- | --- |
| 2014–15  | ユタ         | 16 | 0  | 5.4  | .409 | -   | .429 | 1.6 | .1  | .4  | .2  | 1.7 |
| 2017–18  | サクラメント | 7  | 0  | 12.4 | .481 | -   | .737 | 4.3 | .9  | .1  | .0  | 5.7 |
| Career   | Career       | 23 | 0  | 7.6  | .449 | -   | .575 | 2.4 | .3  | .3  | .1  | 2.9 |

### Bリーグ

#### レギュラーシーズン
| シーズン   | チーム | GP | GS | MPG   | FG%  | 3P%  | FT%  | RPG  | APG | SPG | BPG | TO  | PPG  |
| ---------- | ------ | -- | -- | ----- | ---- | ---- | ---- | ---- | --- | --- | --- | --- | ---- |
| B1 2019-20 | 琉球   | 40 | 37 | 31:38 | .535 | .083 | .767 | 13.3 | 1.1 | 1.2 | 0.7 | 1.5 | 18.4 |
| B1 2020-21 | 琉球   | 55 | 55 | 28:10 | .600 | .091 | .762 | 12.3 | 1.7 | 0.9 | 0.6 | 1.6 | 16.4 |
| B1 2021-22 | 琉球   | 51 | 46 | 23:33 | .600 | .000 | .682 | 10.4 | 1.3 | 0.9 | 0.7 | 1.4 | 13.1 |
| B1 2022-23 | 琉球   | 58 | 58 | 28:18 | .621 | .286 | .780 | 12.7 | 1.4 | 0.9 | 0.6 | 1.2 | 16.4 |
| B1 2023-24 | 琉球   | 51 | 39 | 26:04 | .584 | .182 | .759 | 10.8 | 1.4 | 0.9 | 0.8 | 1.4 | 14.4 |

#### ポストシーズン
| シーズン   | チーム | GP | GS | MPG   | FG%  | 3P%  | FT%  | RPG  | APG | SPG | BPG | TO  | PPG  |
| ---------- | ------ | -- | -- | ----- | ---- | ---- | ---- | ---- | --- | --- | --- | --- | ---- |
| B1 2020-21 | 琉球   | 6  | 6  | 32:52 | .500 | .000 | .684 | 10.7 | 1.2 | 0.7 | 0.5 | 2.0 | 10.5 |
| B1 2021-22 | 琉球   | 6  | 6  | 22:40 | .694 | .000 | .650 | 10.2 | 1.0 | 1.0 | 0.7 | 1.0 | 10.5 |
| B1 2022-23 | 琉球   | 6  | 6  | 27:07 | .630 | .000 | .654 | 11.2 | 1.0 | 0.5 | 0.8 | 1.2 | 14.2 |
| B1 2023-24 | 琉球   | 9  | 8  | 23:46 | .577 | .000 | .594 | 7.2  | 0.8 | 0.8 | 1.1 | 1.2 | 11.2 |

## 参照
1. 1 2 3 4  “Jack Cooley Profile”. und.com. 2013年2月17日閲覧。
2. ↑  “Jack Cooley - Basketball Recruiting”. espn.go.com. 2013年2月17日閲覧。
3. ↑  “Jack Cooley - Yahoo! Sports”. yahoo.com. 2013年2月17日閲覧。
4. ↑  Borzello, Jeff. “Naismith announces early-season watch list”. cbssports.com. 2013年2月17日閲覧。
5. ↑  “Louisville's Siva Named Big East Preseason Player of the Year”. bigeast.org. 2013年2月17日閲覧。
6. ↑  “Jack Cooley Stats, Bio”. espn.go.com. 2014年3月23日閲覧。
7. ↑  “Porter Jr.'s Unanimous Selection Headlines All-Big East teams”. zagsblog.com. 2014年3月23日閲覧。
8. ↑  “Trabzonspor announced Jack Cooley”. Sportando.com (2013年8月16日). 2014年8月19日閲覧。
9. ↑  “Jazz Signs Free Agent Jack Cooley”. NBA.com (2014年8月19日). 2014年8月19日閲覧。
10. ↑  “Jazz Waive Cooley and Jones”. NBA.com. (2014年10月22日) 2014年10月22日閲覧。
11. ↑  “2014 Training Camp Roster”. NBA.com. (2014年11月3日).  オリジナルの2014年11月6日時点におけるアーカイブ。 2014年11月11日閲覧。
12. ↑  “Stampede Acquires Free Agent Jerrelle Benimon”. OurSportsCentral.com. (2014年11月18日) 2014年11月19日閲覧。
13. ↑  “Jazz Sign Jack Cooley and Bryce Cotton to 10-Day Contracts”. NBA.com. (2015年2月24日) 2015年2月24日閲覧。
14. ↑  “Jazz Sign Jerrelle Benimon To 10-Day Deal”. HoopsRumors.com. (2015年3月6日) 2015年3月6日閲覧。
15. ↑  “Warriors Herd Stampede For 7th Straight Win”. NBA.com. (2015年3月6日) 2015年3月6日閲覧。
16. ↑  “Jack Cooley Breaks D-League Rebound Record With 29”. Sportando.com. (2015年3月14日) 2015年3月14日閲覧。
17. ↑  “Jazz Sign Jack Cooley to a Second 10-Day Contract”. NBA.com. (2015年3月16日) 2015年3月16日閲覧。
18. ↑  “Jazz Sign Jack Cooley to a Multi-Year Deal”. NBA.com. (2015年3月26日) 2015年3月26日閲覧。
19. ↑  “Jazz Waive Cooley and O'Brien”. NBA.com. (2015年10月13日) 2015年10月13日閲覧。
20. ↑  “Cavs Sign Forward/Center Jack Cooley”. NBA.com. (2015年10月17日) 2015年10月17日閲覧。
21. ↑  “Cavaliers Waive Four Players”. NBA.com (2015年10月23日). 2015年10月23日閲覧。
22. ↑  “Stampede Re-Acquire Jack Cooley”. OurSportsCentral.com. (2015年11月16日) 2015年11月16日閲覧。
23. ↑  “Cooley refuerza el Unicaja” (スペイン語). UnicajaBaloncesto.com. (2015年12月4日) 2015年12月4日閲覧。
24. ↑  “Jack Cooley verstarkt die MHP RIESEN” (ドイツ語). mhp-riesen-ludwigsburg.de. (2016年8月5日) 2016年8月26日閲覧。
25. ↑  “Kings Sign Jack Cooley to Two-Way Contract”. NBA.com. (2017年7月29日) 2017年7月29日閲覧。
26. ↑  “Dinamo Sassari signs Jack Cooley”. Sportando.basketball. (2018年7月27日) 2018年7月27日閲覧。
27. ↑  Odeven, Ed (2019年7月4日). “Hokkaido adds Markeith Cummings in bid to right ship”. The Japan Times 2020年4月12日閲覧。
28. ↑  Odeven, Ed (2020年3月31日). “Virus-shortened B. League season produced memorable performances”. The Japan Times 2020年4月12日閲覧。